# Nablus
Nablus (àrab: نابلس, Nābulus; hebreu: שכם, Xekhem‎) és una important ciutat de Cisjordània amb més de 300.000 habitants. Se situa aproximadament seixanta-tres quilòmetres al nord de Jerusalem. Els seus habitants són principalment palestins, i entre ells hi ha a prop de 300 samaritans. El principal lloc sant, el Mont Garizim, domina en efecte la ciutat, que acull llocs sants tant musulmans, cristians i samaritans com  jueus.

## Història
La ciutat de Xekhem (Siquem) formà part de Samària de la que fou capital després de la construcció del temple a la muntanya de Garizim o Ebal. Va rivalitzar amb els jueus fins que el 129 aC Joan Hircà I va ocupar la ciutat i va destruir el temple.
Siquem va mostrar també la seva hostilitat als romans i Vespasià la va atacar i a la muntanya Garizim van morir molts dels seus habitants. Una ciutat nova va ser fundada allí l'any 72 pels romans i va ser de manera inicial anomenada Flavia Neapolis («nova ciutat de l'emperador Flavi (Vespasià)»), estant situada a aproximadament dos quilòmetres a l'est de la vella ciutat de Siquem. Amb 22 fonts d'aigua la vila era extraordinàriament fèrtil.
Els cristianisme s'hi va desenvolupar aviat i va esdevenir seu d'un bisbat (un bisbe va participar en el Primer Concili de Nicea) A partir del 451 hi ha haver conflictes religiosos com a resultat dels intents dels monofisites cristians de prevenir el retorn del Patriarca de Jerusalem, Juvenal, a la seva seu. Aquest conflicte es va superar, però un altre el va substituir: la tensió entre cristians i samaritans originat el 484 amb els rumors que els cristians volien traslladar les restes dels fills d'Aaron i dels nets Eleazar, Ithamar i Phinehas, cosa que va provocar un motí dels samaritans que van entrar a la catedral i van matar un nombre de cristians i van tallar els dits al bisbe Terebinthus; aquest va fugir a Constantinoble, demanant soldats i una guarnició per prevenir futurs atacs l'emperador Zenó (474-491) va expulsar els samaritans de la zona del mont Garizim i hi va fer construir una església dedicada a Maria. Això va portar a l'odi als cristians per part dels samaritans. Aquestos es van revoltar en temps de l'emperador Anastasi I i van recuperar el mont Gerizim; el governador d'Edessa Propcopi, va anar a la zona amb soldats i va recuperar la muntanya. Una nova revolta va tenir lloc el 529 sota direcció de Julianus ben Sabar, i fou la més violenta; el bisbe Ammonas fou assassinat i diversos sacerdots massacrats i cremats amb les relíquies dels sants. L'emperador Justinià I va enviar forces militars i va imposar forts càstigs, va destruir les sinagogues i va restaurar les esglésies damnades. Les matances de samaritans va fer que molts fugissin a Pèrsia i altres es van fer cristians per evitar la repressió.
Després de la conquesta de la ciutat pels àrabs sota Khàlid ibn al-Walid el 636, la ciutat va ser rebatejada نابلس (Nablus, transcripció fonètica del seu antic nom). Alguns geògrafs àrabs l'esmenten sempre com una ciutat entre dues muntanyes sagrades, però les descripcions no són gaire precises i semblen no conèixer gaires dades de la població. En tot cas fou un centre de comerç sota omeies, abbàssides i fatimites. La població la formaven àrabs, perses, samaritans, musulmans, cristians i jueus. Al-Muqaddasi al segle x descriu l'abundància d'oliveres i el seu mercat, mesquita, cases de pedra i sitges i diu que se l'anomenava Petita Damasc.
Els croats la van ocupar el 1099, comandats per Trancred d'Hauteville i la van canviar de nom a «Naples» (el nom de la «Nàpols» italiana, que deriva també d'una antiga «Neapolis», igual que «Nabeul» a Tunísia. Encara que van demanar subministrament per les tropes que anaven a Jerusalem, no fou saquejada degut possiblement als molts cristians que hi vivien. La ciutat va esdevenir un dels majors centres del Regne de Jerusalem. La sinagoga samaritana va esdevenir església i els samaritans van construir una nova sinagoga anys després (vers 1135).
El 23 de gener de 1120 s'hi va fer una reunió de prelats i de notables laics per millorar la moral dels cristians i els acords presos són considerats la primera llei escrita del regne. El 1137 un atac musulmà de tropes turques procedents de Damasc va matar molts cristians i va cremar algunes esglésies però no va aconseguir ocupar la ciutat. Del 1150 al 1161 hi va residir Melisenda de Jerusalem mentre arranjava el seu conflicte amb el seu fill Balduí III de Jerusalem. Benjamí de Toledo (1160-1173) informa que no hi havia jueus habitant a la ciutat, i que la poblaven els samaritans, que cremaven víctimes a la muntanya de Garizim en algunes festes com la Pasqua. El 1170 es va construir un allotjament per a pelegrins. El 1187 va ser ocupada pels aiúbides sota Saladí, si bé els habitants originals van poder restar en plaça; l'església catedral cristiana va retornar a ser mesquita. Els aiúbides hi van construir també un mausoleu.
El 1202 la ciutat, que ja havia patit durant les lluites entre croats i musulmans, va ser destruïda per un terratrèmol. El 1242 va patir destruccions per una ràtzia dels templaris en què van morir mil persones. El 1244 la sinagoga samaritana va esdevenir mesquita igual que dues esglésies cristianes. Bàybars I, sultà mameluc d'Egipte, als que va passar el 1260 la va fer reconstruir i va edificar nombroses mesquites, escoles i banys turcs. En aquest temps s'exportava oli d'olives i sabó. Ibn Battuta la va visitar el 1355. Al segle xv Khalil al-Zahiri diu que el seu territori estava format per unes 300 poblacions.
Nablus va passar als otomans el 1517. Palestina va quedar dividida en sis sandjaks: Safad, Jenin, Jerusalem, Gaza, Ajlun i Nablus, tots dins la província de Damasc. El sandjak de Nablus estava dividit en cinc nàhiyes (sub-districtes) i la mateixa ciutat. En aquest temps la majoria de la població era musulmana, amb minories cristianes, jueves i samaritanes. El 1657 els otomans, buscant un major control després d'una revolta, van enviar tropes. Moltes famílies síries van rebre terres a Nablus sent la principal els Nimrs, seguits dels Jarrars i els Tuqans, tots els quals van arribar a dirigir nàhiyes. El 1723 els Tuqans i els Nimrs compartien el poder a Nablus mateix i els Jarrars dominaven la nàhiya de Djabal Nablus sense oposició. A la meitat del segle xviii la revolta de Zahir al-Umar va abraçar tota Galilea i Acre i el 1771 durant la invasió dels mamelucs a Síria, Zahir es va aliar amb els egipcis, cosa que li va permetre assetjar per un temps Nablus però no la va poder ocupar. El 1773 va assetjar altre cop Nablus altre cop sense resultat; no obstant els setges van provocar la decadència de la ciutat al mateix temps que Acre estava en ascens. Jezzar Pasha, successor de Zahir, va mantenir el control polític d'Acre sobre Nablus, fins al final del seu govern el 1804 quan els Tuqans, principals opositors al govern d'Acre, van assolir el poder a Nablus.
Quan Egipte es va fer virtualment independent de l'Imperi Otomà després del 1805 sota Muhammad Ali Pasha, el poder d'aquest no va parar d'augmentar. Palestina fou conquerida el 1831–1832. La política fiscal egípcia va caure malament a la zona entre els principals (aayan) clans àrabs de Nablus, Hebron i Jerusalem-Jaffa i el 19 de maig de 1834 va esclatar la revolta dirigida per Qasim al-Ahmad senyor de la nàhiya de Jamma'in. El governador Ibrahim Paixà d'Egipte, fill de Muhàmmad Alí Paixà, va enviar tropes a les ciutats revoltades. Nablus va enviar centenars d'homes a atacar Jerusalem i amb ajut del clan Abu Ghosh van ocupar la ciutat el 31 de maig però el juny foren derrotats per Ibrahim Paixà i els caps rebels van haver de fugir de les ciutats i amagar-se a les zones rurals. Qasim al-Ahmad i dos fills seus, capturats, foren executats. L'ocupació egípcia va comportar la destrucció d'Acre i això va incrementar la importància de Nablus. Palestina va retornar als otomans el 1840-1841. El clan Abd al-Hadi del nord de Samària va arribar a la preeminència; lleials aliats de Jezzar Pasha i dels Tuqans, van rebre el govern de Jabal Nablus i altres nàhiyes.
Al segle xix Nablus era el principal centre comercial otomà a Síria per damunt de Jerusalem, Jaffa i Acre. El seu producte estrella era l'oli d'oliva, seguit del sabó i les cistelles. També produïa cotó, que exportava a Damasc. Fou el sandjak otomà que va gaudir de més autonomia, potser perquè a la zona no hi havia estrangers. Awni Abd al-Hadi de Nablus va ser membre fundador el 1911 d'al-Fatat (al-jam’irrya al-‘arabiyya al-fatat), una organització nacionalista que va donar suport al rei Faisal I a la corona siriana el 1918-1920. Durant la I Guerra Mundial els otomans van construir un ferrocarril  que sortia de Tulkarm i després de 37 km arribava a Nablus per Masudiyya.
El terratrèmol de la Vall del Jordà de 1927 va destruir molts edificis de Nablus, incloent-hi alguns d'històrics com la mesquita (reconstruïda cap al 1935 pel Consell Suprem Musulmà però amb una nova estructura que li va fer perdre el seu caràcter específic). La ciutat fou centre de resistència als britànics i aquests van demolir el barri vell de Qaryun durant la revolta àrab de Palestina de 1936–1939. En el pla de partició, a causa de la minsa població jueva, fou inclosa a la part àrab de l'estat. Després de l'ocupació pels jueus de moltes ciutats, els refugiats van poblar Nablus i es van formar els camps de refugiats d'Ein Beit al-Ma', Balata i Askar. El 1967, en la guerra dels Sis Dies, Nablus fou ocupada pels israelians. A la rodalia es van construir nombrosos assentaments jueus. El 12 de desembre de 1955 el control fou traspassat a l'Autoritat Nacional Palestina.

## Llocs d'interès
- El Pou de Jacob és situat a l'entrada de l'actual Nablus, amb les restes d'una antiga església. A un km al nord hi ha el lloc que la tradició considera la tomba de Josep.
- Siquem, lloc on es troba la Tomba de Josep. Igualment important per als samaritans, a conseqüència de la seva proximitat amb el Mont Garizim.

## Enllaços externs

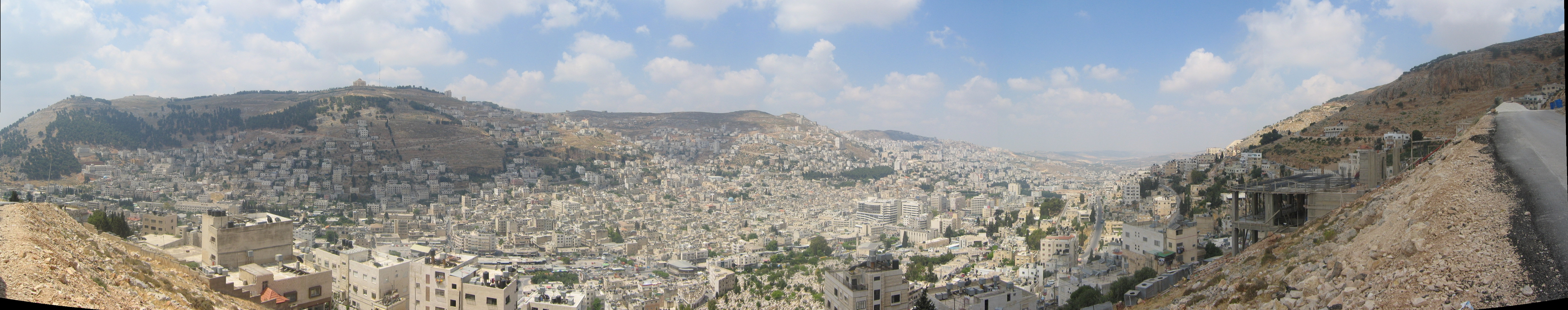
Panorama de la ciutat de Nablus

## Persones il·lustres
- Muhammad Izzat Darwaza
- Sahar Khalifeh (1941), escriptora